# ادیر (ایلینوی)
ادیر، ایلینواس (به انگلیسی: Adair, Illinois) در ایالات متحده آمریکا است که در ایلی‌نوی واقع شده‌است.

## خصوصیات
ادیر ۱٫۱۱ کیلومترمربع مساحت و ۲۱۰ نفر جمعیت دارد و ۱۹۶٫۹ متر بالاتر از سطح دریا واقع شده‌است.